# Alois Alzheimer
Alois Alzheimer nebo Aloysius Alzheimer (14. června 1864 Marktbreit, Bavorské království – 19. prosince 1915 Breslau, Pruské království) byl německý psychiatr a neuropatolog, spolupracovník Emila Kraepelina.

## Život
Narodil se jako nejstarší syn z druhého manželství notáře Eduarda Alzheimera a jeho manželky Barbary Terezie, rozené Buschové, která byla sestrou jeho první manželky Evy Marie, zemřelé v roce 1862. Navštěvoval základní školu v Marktbreitu a humanitní část gymnázia v Aschaffenburgu. Dále studoval medicínu na univerzitě ve Würzburgu, se studijním pobytem na univerzitě v Tübingenu. V roce 1884 narukoval do vojenského sboru Franky Würzburg.
Disertační práci obhájil na Anatomickém institutu ve Würzburku v roce 1887, pod vedením Alberta von Koellikera. Zabýval se v ní histologií ušních žláz. V roce 1888 ukončil studium a získal licenci k výkonu lékařské praxe. Nastoupil jako asistent psychiatra ve Frankfurtu nad Mohanem. Roku 1902 se stal asistentem psychiatra Emila Kraepelina na univerzitní psychiatrické klinice v Heidelbergu a v roce 1903 ho následoval do Mnichova. Jeho posledním působištěm se stala univerzitní klinika ve Vratislavi.
Zemřel na srdeční selhání ve věku 51 let.

## Dílo

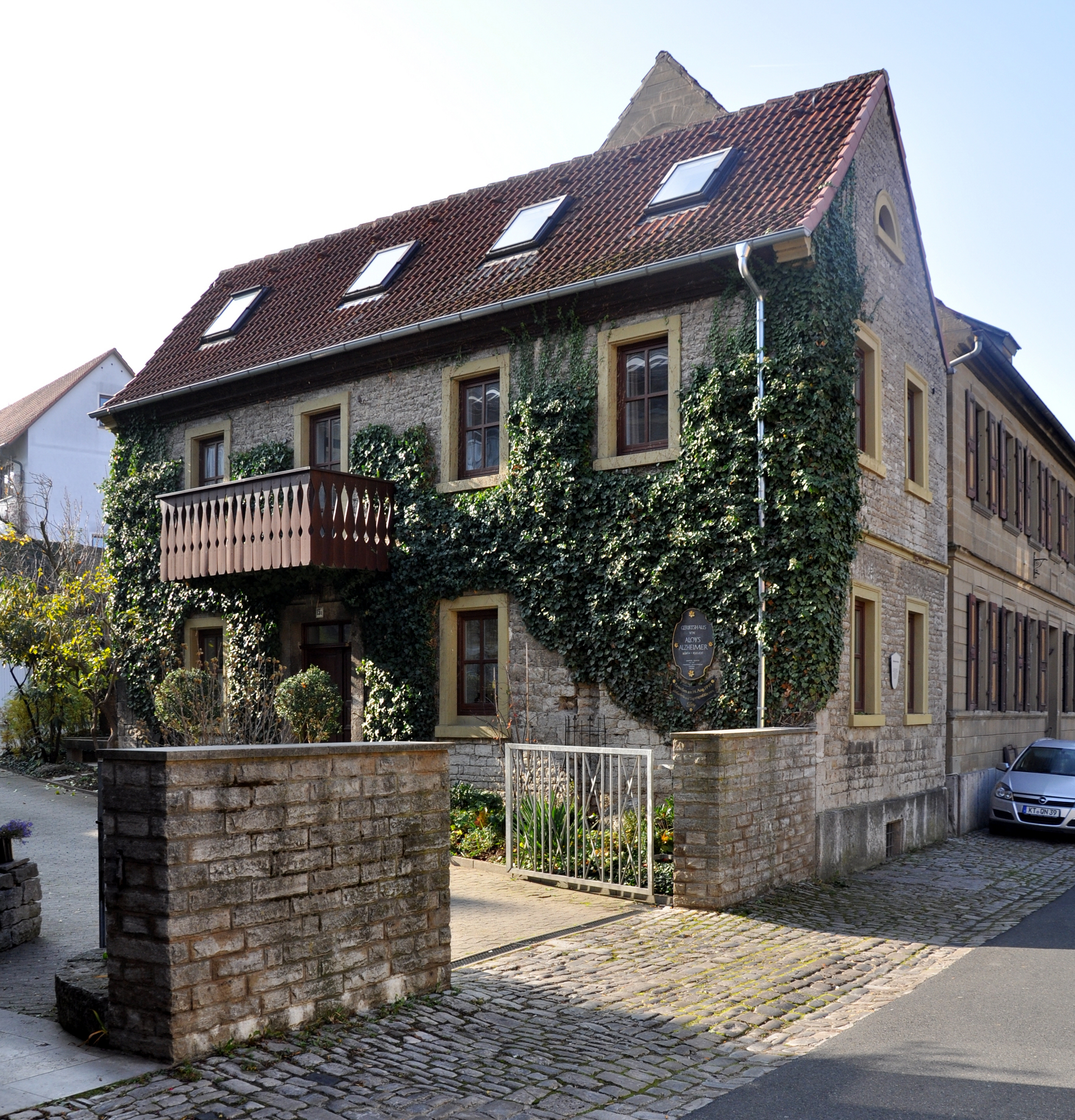
Rodný dům v Marktbreitu

Alois Alzheimer jako první v roce 1907 popsal symptomy onemocnění dementia praecox, kterou Emil Kraepelin později nazval Alzheimerovou chorobou.